# Tarare
Tarare település Franciaországban, Rhône megyében. Lakosainak száma 10 881 fő (2022. január 1.). Tarare Valsonne, Joux, Les Sauvages, Saint-Clément-sur-Valsonne, Saint-Forgeux, Saint-Marcel-l'Éclairé és Vindry-sur-Turdine községekkel határos.

## Népesség
A település népessége az elmúlt években az alábbi módon változott:
| Lakosok száma | 10 541 | 10 639 | 10 773 | 10 582 | 10 587 | 10 490 | 10 572 | 10 428 | 10 881 |
|               | 2011   | 2015   | 2016   | 2017   | 2018   | 2019   | 2020   | 2021   | 2022   |